# 東祖谷元井
東祖谷元井（ひがしいやもとい）は、徳島県三好市の町名。郵便番号は778-0205。

## 地理
三好市の南部に位置。東は東祖谷若林、北は東祖谷釣井・西祖谷山村今久保・西祖谷山村中尾、西は西祖谷山村有瀬、南は東祖谷樫尾・高知県大豊町にそれぞれ接する。北境の一部は祖谷川が流れており、付近にはコテージなどが備わっている龍宮崖公園があり、紅葉の名所としても知られている。

### 河川
- 祖谷川
- 熊谷川

### 小字
- 栂の峰

## 歴史
- 2006年（平成18年）3月1日 - 三好郡東祖谷山村が三野町・池田町・山城町・井川町・西祖谷山村と合併して三好市が発足し、現在の町名となる。

## 世帯数と人口
2021年（令和3年）12月31日現在の世帯数と人口は以下の通りである。
| 町丁       | 世帯数 | 人口 |
| ---------- | ------ | ---- |
| 東祖谷元井 | 6世帯  | 11人 |

## 小・中学校の学区
市立小・中学校に通う場合、学区は以下の通りとなる。
| 番地 | 小学校               | 中学校               |
| ---- | -------------------- | -------------------- |
| 全域 | 三好市立東祖谷小学校 | 三好市立東祖谷中学校 |

## 施設
- 龍宮崖公園 - にし阿波お勧めビューポイント100選選定。
- 竜宮崖コテージ

## 交通

### 鉄道
- 最寄駅はJR土讃線の大歩危駅。

### 道路
都道府県道
- 徳島県道32号山城東祖谷山線